# Diclorodifluorometan
Diclorodifluorometanul (R-12) este un compus chimic cu formula chimică CCl2F2 și gaz incolor vândut de obicei sub marca Freon-12 și un clorofluorocarbon halometan (CFC) utilizat ca agent frigorific și ca agent de propulsie prin pulverizare cu aerosoli. În conformitate cu Protocolul de la Montreal, producția sa a fost interzisă în țările dezvoltate (țările care nu fac parte din articolul 5) în 1996 și în țările în curs de dezvoltare (țările din articolul 5) în 2010 din cauza preocupărilor legate de impactul său negativ asupra stratului de ozon.